# Mile Brčić
Mile (Miljenko) Brčić (Gala, 10. listopada 1921. – Gala, 16. ožujka 2024.), bio je hrvatski branitelj, najstariji dragovoljac Domovinskoga rata, ujedno i sudionik Drugoga svjetskoga rata te preživjeli s Križnoga puta 1945. Za života je služio u trima vojskama: Vojsci NDH-a, JNA i Hrvatskoj vojsci.

## Život
Rođen je 1921. u Gali, u obitelji Petra i Ive (rođ. Bošković), gdje je pohađao šest razreda osnovne škole. Obitelj se bavila ratarstvom, stočarstvom i ovčarstvom. Premda je kršten kao Mile, u osobnim ispravama vođen je pod imenom Miljenko.

U veljači 1942. unovačuje ga Nezavisna Država Hrvatska u 369. legionarsku diviziju. Vojnu obuku prolazio je dva mjeseca u Karlovcu, nakon čega je premješten u Varaždin, isto na dva mjeseca. Četiri mjeseca proveo je u Nikolsburgu, nakon čega je vraćen u Zagreb, a iz njega poslan na bojište kod Psunja. Tijekom rata bio je ranjavan i prebolio je trbušni tifus. Borio se diljem NDH, a svoj je ratni put opisao u razgovoru 2016. ovako:
Zajedno s civilima i vojnicima povlačio se od pješice od Čazme do Bleiburškog polja, na kojemu se sa suborcima predao engleskim snagama, a oni jugoslsvenskim partizanima. Bio je prisiljen pješačiti od Dravograda do Maribora, gdje je bio smješten u logoru br. 8. Tamo je susreo i brata, kojega kasnije nije više vidio. Iz Maribora je potom pješačio do Zagreba, gdje je bio smješten u radnome logoru Prečko. Iz njega je dobio premještaj u logor Čemernica. Po otpuštanju iz logora, pješačio je od Siska do Banove Jaruge, od kuda je vlakom došao u Metković, a iz njega brodom doplovio do Splita, u kojemu ga je uhitila milicija i pritvorila u Katalinića brigu, no pušten je istoga dana. U Sinj je stigao 15. kolovoza 1945. Deset mjeseci proveo je na prisilnome radu u Muću i na izgradnji ceste Sinj–Livno. Vojni rok u JNA služio je na Dorjanskom jezeru, tijekom kojega ga je general Kosta Nađ promaknuo u vodnika. Izlaskom iz vojske, bavio se poljoprivredom, skrbivši se o šestero bratove djece.
1991. dragovoljno se prijavio u Hrvatsku vojsku, u vojarni u Sinju. Bio je član 126. brigade HV-a. Čuvao je minska polja između Husine jame i Bilog Briga. Bio je na položajima i kod Vrdova, Zelova i Ogorja. Status hrvatskoga branitelja dobio je u kolovozu 2006.
Preminuo je u 103. godini, kao najstariji stanovnik Cetinske krajine i najstariji hrvatski branitelj. Pokopan je na mjesnom groblju Svih svetih u Gali 18. ožujka 2024.